# Amara belfragei
Amara belfragei är en skalbaggsart som beskrevs av Horn. Amara belfragei ingår i släktet Amara och familjen jordlöpare. Inga underarter finns listade i Catalogue of Life.